# ПВ-3
ПВ-3 — дріт з мідною жилою з ізоляцією із ПВХ пластикату, підвищеної гнучкості.

## Призначення
Провода застосовуються для електричних установок при стаціонарному прокладанні в освітлювальних і силових мережах, а також для монтажу електрообладнання, машин, механізмів і верстатів на номінальну напругу до 750В частотою до 400 Гц або постійну напругу до 1000 В.
Провода марки ПВ-3 призначені для монтажа ділянок електричних кіл, де можливі вигини проводів.

## Технічні характеристики
- Вид кліматичного виконання ОМ і ХЛ, категорія розміщення 2 по ГОСТ 15150-69.
- Діапазон температур експлуатації від −50 ° С до +70 ° С
- Відносна вологість повітря при температурі +35 ° С. …. 100%
- Провід стійкий до впливу цвілевих грибів
- Провід стійкий до впливу механічних ударів, лінійного прискорення, вигинів, вібраційних навантажень, акустичних шумів
- Проводи не поширюють горіння
- Монтаж проводів повинен проводитися при температурі не нижче −15 ° С
- Радіус вигину при монтажі повинен бути не менше 5 діаметрів проводу.
- Тривало допустима температура нагріву жил не повинна перевищувати +70 ° С
- Термін служби проводів не менше 15 років